# Амстел голд рејс 2025.
Амстел голд рејс 2025. било је 59. издање једнодневне бициклистичке трке Амстел голд рејса, која је одржана 20. априла у Холандији, као 17 трка у оквиру UCI ворлд тура 2025. а такође је то била прва трка у оквиру арденских класика, прије Флеш Валона и Лијеж—Бастоњ—Лијежа.
Укупна дужине износила је 255.9 km, старт је био у Мастрихту, а циљ у Берг ен Терблајту, вожена су 34 успона, од којих је Кауберг вожен три пута и такође је био последњи успон на трци, чији је врх био на 2,5 km до циља, одакле је до краја вожено по равном.
Бранилац титуле је био Том Пидкок, док су највећи фаворити били Тадеј Погачар и Ремко Евенепул, а међу другим фаворитима су били Пидкок, Ваут ван Арт, Тибо Нис, Бен Хили, Мајкл Метјуз, Максим ван Гилс и Тиш Бенот.
На успону Гулперберг, на 48 km до циља је напао Жилијен Алафилип, што је одмах пратио Погачар и стекли су десет секунди предности. На успону Кројсберг, Погачар је напао, што Алафилип није могао да прати, а затим га је достигла група, у којој је радио Илан ван Вилдер на челу. Предност Погачара је порасла на 30 секунди, а на око 30 km до циља је из групе напао Матијас Скелмосе, што нико није одмах пратио, након чега је напао Пидкок, што је пратило неколико возача. Група је скоро достигла Скелмосеа, након чега је Евенепул напао на 25 km до циља и достигао га, а затим су радили заједно и стекли предност испред групе. Смањили су заостатак иза Погачара на 13 секунди на 20 km до циља и достигли су га прије почетка последњег успона, а затим су возили заједно до циља. Евенепул је био на челу, почео је први да спринта на 300 метара до циља, али су га Скелмосе и Погачар обишли и Скелмосе је побиједио у фото финишу. Побједа Скелмосеа је сматрана великим изненађењем, а часопис CyclingNews је написао да је његов спринт био прави наступ Давида и Голијата. Скелмосе је изјавио да није вјеровао да може да побиједи и да је мислио да вози само за мјесто на подијуму.

## Тимови
На трци је учествовало 25 тимова, са по седам возача. Свих 18 ворлд тур тимова имало је аутоматску позивницу и били су обавезни да учествују пошто је трка била у ворлд туру прије 2017. године, док су два најбоља про тур тима за претходну сезону такође имали аутоматску позивницу за све ворлд тур трке а трећи за све једнодневне ворлд тур трке али нису били обавезни да учествују. Лото, Израел—премијер тех и Уно—Х мобилити су била три најбоља про тур тима на крају сезоне 2024. док су специјалне позивнице добили Ку 36.5 про сајклинг, Тотал енержис, Тудор про сајклинг и Унибет тјетема рокетс.
UCI ворлд тур тимови:
| - Алпесин—декунинк - Аркеа—бб хотелс - Бахреин—викторијус - Визма—лејз а бајк - Групама—ФДЈ - Декатлон АГ2Р ла мондијал - ЕФ едукејшон—изипост - Инеос гренадирс - Интермарше—ванти | - Кофидис - Лидл—трек - Мовистар - Пикник постнл - Ред бул—Бора–ханзго - Судал—Квик-степ - УАЕ тим емирејтс ХРГ - ХДС Астана - Џејко—алула |

UCI про тур тимови:
| - Израел—премијер тех - Ку 36.5 про сајклинг - Лото - Тотал енержис | - Тудор про сајклинг - Унибет тјетема рокетс - Уно—Х мобилити |

## Новчане награде и бодови

### Новчане награде
Укупан новчани фонд је износио 40.000 евра и додјељивао се за првих 20 возача. Побједник је добио 16.000 евра, другопласирани 8.000, а трећепласирани 4.000 евра. Возачи од 10 до 20 мјеста добијали су по 400 евра.
| Поз.  | 1.     | 2.    | 3.    | 4.    | 5     | 6—7.  | 8—9. | 10—20. |
| Износ | 16.000 | 8.000 | 4.000 | 2.000 | 1.600 | 1.200 | 800  | 400    |

### Бодови
Бодове у UCI свјетском рангирању добили су првих 60 возача. Побједник трке је добио 500, другопласирани 400, трећепласирани 325, четвртопласирани 275, а петопласирани 225.
| Поз. | 1.  | 2.  | 3.  | 4.  | 5   | 6.  | 7.  | 8.  | 9.  | 10. | 11. | 12. | 13. | 14. | 15. | 16.-20. | 21.-30. | 31.-50. | 51.-55. | 56.-60. |
| Бод. | 500 | 400 | 325 | 275 | 225 | 175 | 150 | 125 | 100 | 85  | 70  | 60  | 50  | 40  | 35  | 30      | 20      | 10      | 5       | 3       |

## Резултати
Трку је стартовало 175 возача, а завршило је 79.
| Позиција | Возач                  | Тим                  | Вријеме    |
| -------- | ---------------------- | -------------------- | ---------- |
| 1.       | Матијас Скелмосе (ДАН) | Лидл—трек            | 5ч 49' 58" |
| 2.       | Тадеј Погачар (СЛО)    | УАЕ тим емирејтс ХРГ | + 0"       |
| 3.       | Ремко Евенепул (БЕЛ)   | Судал—Квик-степ      | + 0"       |
| 4.       | Ваут ван Арт (БЕЛ)     | Визма—лејз а бајк    | + 34"      |
| 5.       | Мајкл Метјуз (АУС)     | Џејко—алула          | + 34"      |
| 6.       | Луј Баре (ФРА)         | Интермарше—ванти     | + 34"      |
| 7.       | Ромен Грегоар (ФРА)    | Групама—ФДЈ          | + 34"      |
| 8.       | Тиш Бенот (БЕЛ)        | Визма—лејз а бајк    | + 34"      |
| 9.       | Том Пидкок (УК)        | Ку 36.5 про сајклинг | + 34"      |
| 10.      | Бен Хили (ИРС)         | ЕФ едукејшон—изипост | + 34"      |